# العلاقات التنزانية الليبية
العلاقات التنزانية الليبية هي العلاقات الثنائية التي تجمع بين تنزانيا وليبيا.

## مقارنة بين البلدين
هذه مقارنة عامة ومرجعية للدولتين:
| وجه المقارنة                                              | تنزانيا                        | ليبيا                                       |
| --------------------------------------------------------- | ------------------------------ | ------------------------------------------- |
| المساحة (كم2)                                             | 947.30 ألف                     | 1.76 مليون                                  |
| عدد السكان (نسمة)                                         | 57.31 مليون                    | 6.37 مليون                                  |
| الكثافة السكانية (ن./كم²)                                 | 60.5                           | 3.62                                        |
| العاصمة                                                   | دودوما                         | طرابلس                                      |
| اللغة الرسمية                                             | اللغة السواحلية، لغة إنجليزية  | اللغة العربية، اللغة العربية الفصحى الحديثة |
| العملة                                                    | شيلينغ تانزاني                 | دينار ليبي                                  |
| الناتج المحلي الإجمالي (بليون دولار)                      | 52.09 مليار                    | 50.98 مليار                                 |
| الناتج المحلي الإجمالي (تعادل القوة الشرائية) بليون دولار | 138.73 مليار                   | 69.32 مليار                                 |
| الناتج المحلي الإجمالي الاسمي للفرد دولار أمريكي          | 878                            |                                             |
| الناتج المحلي الإجمالي للفرد دولار أمريكي                 | 2.54 ألف                       | 15.60 ألف                                   |
| مؤشر التنمية البشرية                                      | 0.521                          | 0.724                                       |
| رمز المكالمات الدولي                                      | +255                           | +218                                        |
| رمز الإنترنت                                              | .tz                            | .ly                                         |
| المنطقة الزمنية                                           | ت ع م+03:00، توقيت شرق أفريقيا | ت ع م+02:00، توقيت شرق أوروبا               |

## منظمات دولية مشتركة
يشترك البلدان في عضوية مجموعة من المنظمات الدولية، منها:
| علم المنظمة | اسم المنظمة                        | تاريخ انضمام تنزانيا | تاريخ انضمام ليبيا |
| ----------- | ---------------------------------- | -------------------- | ------------------ |
|             | مؤسسة التنمية الدولية              | 6 نوفمبر 1962        | 1 أغسطس 1961       |
|             | يونسكو                             | 6 مارس 1962          | 27 يونيو 1953      |
|             | وكالة ضمان الاستثمار متعدد الأطراف | 19 يونيو 1992        | 5 أبريل 1993       |
|             | الأمم المتحدة                      | 14 ديسمبر 1961       | 14 ديسمبر 1955     |
|             | الاتحاد البريدي العالمي            | ?                    | ?                  |
|             | البنك الدولي للإنشاء والتعمير      | 10 سبتمبر 1962       | 17 سبتمبر 1958     |
|             | الاتحاد الدولي للاتصالات           | 31 أكتوبر 1962       | 3 فبراير 1953      |
|             | منظمة حظر الأسلحة الكيميائية       | ?                    | ?                  |
|             | مؤسسة التمويل الدولية              | 10 سبتمبر 1962       | 18 سبتمبر 1958     |
|             | منظمة الشرطة الجنائية الدولية      | ?                    | ?                  |
|             | الاتحاد الأفريقي                   | 16 يناير 1964        | ?                  |
|             | البنك الإفريقي للتنمية             | ?                    | ?                  |

## وصلات خارجية
- موقع وزارة الخارجية التنزانية
- موقع وزارة الخارجية الليبية